# Acontia viridivariegata
Acontia viridivariegata is een vlinder van de familie van de uilen (Noctuidae). De wetenschappelijke naam van deze soort is voor het eerst voorgesteld als Hypercalymnia viridivariegata door Emilio Berio in een publicatie uit 1939.
De soort komt voor in Eritrea.